# Список национальных парков Австрии
Список национальных парков Австрии:
В Австрии организовано шесть национальных парков, всем им согласно стандартам МСОП присвоена категория II. Первый национальный парк, Высокий Тауэрн, был основан в 1981 году. В каждом национальном парке охраняется один или несколько важнейших типов природных ландшафтом Австрии — аллювиальный лес , альпийский массив, паннонскую степь и скалистые долины.
Национальный парк Нокберге, основанный в 1987 году, не был отнесен Международным союзом охраны природы к категории национальных парков, а был классифицирован как охраняемый ландшафт (Категория V). Поэтому в 2012 году он был преобразован в биосферный парк.

## Национальные парки
| №  | Название парка                                                                                             | Дата получения статуса | Площадь, км² | Изображение | Карта                                                |
| 1. | Высокий Тауэрн (Nationalpark Hohe Tauern)                                                                  | 1981                   | 803,56       |             |                                                      |
| 2. | Нойзидлерзее - Зеевинкель (Nationalpark Neusiedler See–Seewinkel) (совместно с Венгрией; см. Фертё-Ханшаг) | 1993                   | 76,65        |             | Список национальных парков Австрии (Австрия) · Точка |
| 3. | Донау-Ауэн (Nationalpark Donau-Auen)                                                                       | 1996                   | 13,26        |             | Список национальных парков Австрии (Австрия) · Точка |
| 4. | Калькальпен (Nationalpark Kalkalpen)                                                                       | 1997                   | 208,33       |             | Список национальных парков Австрии (Австрия) · Точка |
| 5. | Тайаталь (Nationalpark Thayatal)                                                                           | 1999                   | 70,82        |             | Список национальных парков Австрии (Австрия) · Точка |
| 6. | Гезойзе (Nationalpark Gesäuse)                                                                             | 2002                   | 110,22       |             | Список национальных парков Австрии (Австрия) · Точка |